# Mogol
Mogol, pseudonimo di Giulio Rapetti Mogol (Milano, 17 agosto 1936), è un paroliere e produttore discografico italiano.

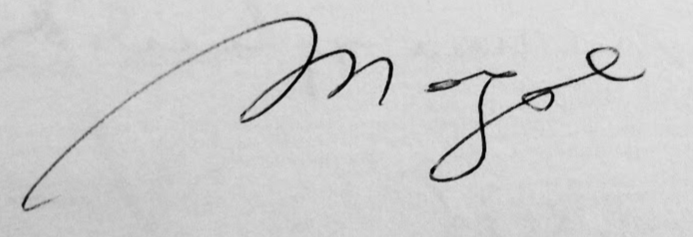
Firma

Tra i più rappresentativi autori italiani di testi musicali, Mogol è conosciuto e ricordato soprattutto per il lungo e fortunato sodalizio artistico con Lucio Battisti, sebbene il suo contributo alla musica leggera italiana sia di respiro molto più ampio e sia iniziato nei primi anni sessanta. Ha scritto, infatti, i testi di molti successi della musica italiana: hanno inciso canzoni da lui scritte o tradotte, fra gli altri, Renato Zero (Un uomo da bruciare), Caterina Caselli (Perdono, Cento giorni, Sono bugiarda, Il volto della vita), Adriano Celentano (Stai lontana da me, L'emozione non ha voce), i Dik Dik (Sognando la California, Senza luce, Il primo giorno di primavera), l'Equipe 84 (Io ho in mente te, Nel ristorante di Alice, Un angelo blu), Fausto Leali (A chi), The Rokes (Che colpa abbiamo noi, È la pioggia che va), Bobby Solo (Se piangi, se ridi, Una lacrima sul viso), Little Tony (La spada nel cuore, Riderà), Rino Gaetano (Resta vile maschio, dove vai?), Mango (Oro, Come Monna Lisa, Mediterraneo), Riccardo Cocciante (Celeste nostalgia, Un nuovo amico, Se stiamo insieme), PFM (Impressioni di settembre) e i New Trolls (America O.K.).
Nato come Giulio Rapetti, il 30 novembre 2006 è stato autorizzato con decreto del Ministro dell'Interno ad aggiungere al proprio cognome il suo celebre pseudonimo. Come ribadito nella sua autobiografia, non ama essere definito paroliere, bensì preferisce definirsi autore.
Dal 24 febbraio 2023 è consulente per la cultura popolare presso il Ministero della Cultura.

## Biografia

### Gli inizi e il nome d'arte
Giulio Rapetti è nato nel 1936 a Milano ed è figlio di Mariano Rapetti, un importante dirigente della casa editrice musicale Ricordi, poi nominato direttore della Ricordi Radio Record o RRR, cioè il ramo delle edizioni musicali di musica leggera, da cui nacque nel 1958 la Dischi Ricordi; Mariano, con lo pseudonimo di Calibi, fu a sua volta un paroliere di successo negli anni cinquanta. 

Mogol (a sinistra) e Carlo Donida, nel 1960

Durante la seconda guerra mondiale la famiglia, insieme al piccolo Giulio, si rifugiò nel comune di Carugo, in provincia di Como (di cui Mogol è cittadino onorario dal 2016). Tornati a Milano nel 1945, il giovane Giulio terminò gli studi ed entrò nella Ricordi Radio Record come addetto alla pubblicizzazione delle edizioni.
Nel 1955, seguendo le orme del padre, cominciò l'attività di paroliere. Nel 1959 la SIAE gli attribuì lo pseudonimo artistico di Mogol, scelto dalla rosa di centoventi nomi da lui inventati a caso e proposti alla Società. Precedentemente aveva inviato una lista di trenta pseudonimi, ma nessuno di questi venne accettato.  Il paroliere ricorda al Corriere della Sera: "Quando la SIAE ha accettato lo pseudonimo mi è venuto un colpo perché era il nome del generale delle giovani marmotte di Qui, Quo, Qua. Ho pensato vabbè, chissenefrega, tanto nessuno conoscerà Mogol. Mi sono sbagliato."
Nel 1960 ebbe un'affermazione nazionale al Festival Adriatico della Canzone di Ancona, come autore del testo Non dire I cry, interpretato da Tony Renis.
Il suo primo testo ufficiale, scritto insieme a Carlo Donida, fu la canzone Briciole di baci (1960), interpretata da Mina, ma il successo venne nel 1961, quando vinse il Festival di Sanremo con Al di là, scritta sempre insieme con Carlo Donida e interpretata da Luciano Tajoli e Betty Curtis.
Come paroliere, Mogol vincerà per altre due volte il Festival: nel 1965 con Se piangi, se ridi di Bobby Solo e nel 1991 con Se stiamo insieme di Riccardo Cocciante.

### Gli anni sessanta e l'incontro con Lucio Battisti
Nel 1960, Mogol firmò a suo nome, per la SIAE, le prime edizioni del brano Il cielo in una stanza, scritto interamente da Gino Paoli, all'epoca non ancora iscritto alla SIAE, e inizialmente interpretato solo da Mina.
Nel 1961 Mogol partecipò al testo della canzone Piccolo indiano, con musica di Tony Renis, e proposta per lo Zecchino d'Oro; nello stesso anno, il 21 gennaio, sposò Serenella, una disegnatrice di moda (a cui dedicherà la canzone 29 settembre, giorno del suo compleanno).

Mogol con la prima moglie Serenella nel 1961

Ritornò al Festival di Sanremo nel 1964, con Una lacrima sul viso, con la quale il cantante Bobby Solo ottenne un grande successo. Per Bobby Solo scrive anche Se piangi se ridi, che vince la kermesse l’anno successivo. Oltre a scrivere ex novo testi in italiano per moltissimi cantanti, Mogol fu impegnato nella traduzione dall'originale di parecchi successi inglesi e americani, tra i quali soprattutto colonne sonore di film, ma anche brani di Bob Dylan e David Bowie.
Nel 1965 vi fu il primo incontro con un allora poco conosciuto Lucio Battisti, chitarrista de I Campioni. Mogol contribuì ai suoi primi testi come, ad esempio, Dolce di giorno, Luisa Rossi e Balla Linda, nello stesso periodo cui affidò il testo di 29 settembre all'Equipe 84, che nell'LP Stereoequipe presentava anche Nel cuore, nell'anima, sempre di Mogol e Battisti, e Un Angelo Blu, che Mogol tradusse da I Can't Let Maggie Go di Pete Dello. (Battisti reinterpretò 29 settembre due anni dopo). La moda di tradurre le canzoni anglo-americane in italiano lo portò a impegnarsi anche come traduttore: ad esempio, per il brano Sognando la California, versione italiana di California Dreamin' degli americani The Mamas & the Papas, e con Senza luce, versione italiana di A Whiter Shade of Pale dei Procol Harum, il cui testo in italiano è stato scritto da Mogol e che sono state portate dai Dik Dik a un enorme successo di vendite.

Battisti e Mogol negli anni settanta

### Gli anni settanta
Il sodalizio Mogol-Battisti si consolidò sul finire degli anni sessanta. Già nel 1966 Mogol convinse Battisti a cantare da sé le sue canzoni: l'intuizione di Mogol, che dovette superare resistenze della Ricordi, si rivelò felice, poiché Battisti, dopo inizi incerti, esordì al grande pubblico al Festival di Sanremo 1969 con la canzone Un'avventura, cui seguì l'album Lucio Battisti. Nello stesso anno, Mogol lasciò l'etichetta discografica per entrare nella neonata Numero Uno per le cui edizioni musicali "Acqua azzurra" Mogol e Battisti acquisirono delle quote. La Numero Uno raccolse sotto la sua egida celebri cantautori italiani, compresa la stessa band musicale di Battisti, i Formula 3 (scioltisi nel 1974 e poi ritornati nel 1990). La svolta storica della coppia si ebbe nel giugno 1970, quando intrapresero un viaggio a cavallo nella natura del paesaggio italiano, partendo da Milano, passando per Sarzana e La Spezia e finendo a Roma. L'ottobre dello stesso anno uscì la canzone Emozioni, seguita, nel corso degli anni settanta, da autentici capolavori quali Il mio canto libero, Una donna per amico, Ancora tu, Sì, viaggiare, Con il nastro rosa e molti altri, diventati i più conosciuti tra i brani interpretati da Battisti e considerati pietre miliari della musica leggera italiana.

### Gli anni ottanta e novanta
A causa di mancati accordi sui proventi dei loro successi, l'unione artistica tra Battisti e Mogol terminò nel 1980, dopo circa quindici anni; da allora Battisti affidò i propri testi a Pasquale Panella, dopo una breve parentesi con Velezia, nome d'arte di sua moglie Grazia Letizia Veronese. Nel 1980 Mogol inizia una collaborazione con Riccardo Cocciante, per il quale scrisse, tra gli altri, i testi di Cervo a primavera, Celeste nostalgia, e di Se stiamo insieme, canzone vincitrice del Festival di Sanremo 1991.
Nel 1985 collaborò con l'emergente Zucchero Fornaciari, diventato poi uno dei principali esponenti del blues in Italia, per il quale scrisse i testi di diversi brani contenuti in Zucchero & The Randy Jackson Band.
Sempre negli anni ottanta Mogol intraprese una prolifica collaborazione con Mango, con il quale compose canzoni di successo come Oro, Nella mia città, Mediterraneo e Come Monna Lisa. Dopo un esordio poco fortunato, Mango era in procinto di abbandonare il mondo della musica e Mogol s'interessò a un suo provino, ignorato dai discografici, che fu determinante per rilanciare la sua carriera.
Mogol ebbe anche un sodalizio artistico con Gianni Bella, con il quale ha scritto, tra le altre, Nell'aria, Il patto, L'ultima poesia e Senza un briciolo di testa (terza a Sanremo 1986), interpretate da Marcella Bella. Sul finire degli anni novanta, Mogol diventa, a partire da Io non so parlar d'amore (1999), l'autore di molti dei testi delle canzoni di Adriano Celentano, molte delle cui musiche sono dello stesso Gianni Bella. Tra le canzoni incluse nell'album Io non so parlar d'amore c'è anche L'arcobaleno, canzone dedicata a Battisti, scomparso improvvisamente l'anno precedente.
Da segnalare anche la sua collaborazione con Umberto Tozzi per l'album Aria & cielo del 1997.
Nel luglio 1998 ha ricevuto ad Aulla, da Fernanda Pivano, il Premio Lunezia alla carriera.
Mogol fu uno dei pochi partecipanti alle esequie, tenutesi in forma privata, di Battisti, nel settembre 1998, a Molteno (provincia di Lecco).

### L'attività di solidarietà
Mogol è anche noto per aver dato vita alla Nazionale italiana cantanti, che disputa incontri a scopo benefico in tutta Italia, e con la quale ha disputato 279 partite e segnato 33 gol (dato aggiornato alla Partita del cuore del 12 maggio 2008 disputatasi allo Stadio Olimpico di Roma).
Nel 1992 Mogol ha fondato, a Toscolano, nel comune di Avigliano Umbro (Terni) (dove vive dal 1990 e di cui è stato nominato anche cittadino onorario nel 2018), il Centro Europeo di Toscolano (CET), un'associazione non-profit che funge da scuola per autori, musicisti e cantanti. I giovani cantanti ammessi al Festival di Sanremo usano far precedere l'esibizione sul palco del Teatro Ariston da una sorta di "ritiro" di natura artistica presso la struttura di Mogol. Dal 2007, il CET ospita anche dei corsi estivi, della durata di tre giorni, per gli artisti che passano le prime selezioni del Tour Music Fest, un concorso canoro nazionale, che si rivolge prevalentemente ai cantanti. Durante il corso si alternano lezioni di tecnica vocale, interpretazione e presenza scenica, al fine di migliorare l'esibizione che permetterà l'accesso alla fase successiva del contest.

### Gli anni 2000

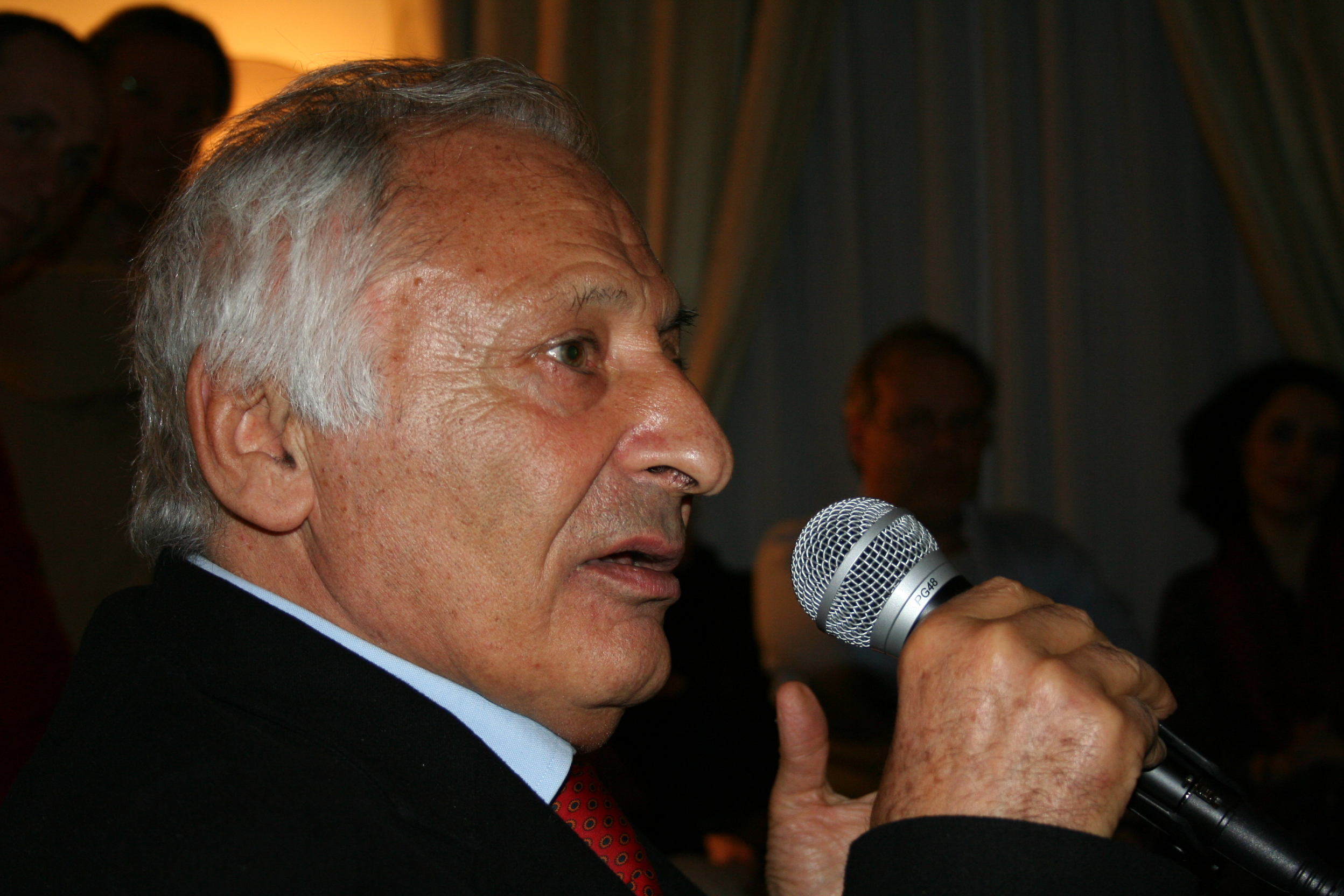
Mogol nel 2007

Nel 2005, Mogol cominciò a scrivere un brano intitolato Musica e speranza con Gigi D'Alessio per la partecipazione al Festival di Sanremo di Gigi Finizio. Successivamente, sempre con D'Alessio, firmò Essere una donna, canzone presentata a Sanremo da Anna Tatangelo. Nel 2006 partecipò all'album di D'Alessio, nel quale è autore dei testi di 4 brani (Un cuore malato, Apri le braccia, Una volta nella vita, Nome cognome indirizzo e cellulare). Nel 2007 Mogol e D'Alessio continuarono la collaborazione scrivendo la canzone Bambina. Nel 2009 uscì MogolAudio2, un album contenente dieci canzoni con testi scritti da Mogol e musiche e arrangiamenti del gruppo musicale Audio2, il cui cantante Giovanni Donzelli ha una voce molto simile a quella di Lucio Battisti, e il cui album ottenne il disco d'oro. Nel 2011 Mogol fu tra le presenze fisse in giuria del talent show di Canale 5 Io canto. Lo stesso anno decise di collaborare con i BTwins, scrivendo Brilli, una ballata melodica contenuta all'interno del loro primo album, musicata da Luca Sala e arrangiata da Francesco Musacco. Fu poi seguita da Rio, colonna sonora del film omonimo distribuito in Italia dalla 20th Century Fox. Nel 2012 scrisse l'inno ufficiale della Lega Pro La nostra canzone, musicata da Oscar Prudente e cantata anche questa dai BTwins.
Il 5 luglio 2013 l'Università degli Studi di Palermo gli conferisce una laurea magistrale Honoris causa in Teorie della comunicazione.
Il 5 luglio 2014 gli è stato conferito il Grand Prix Corallo Città di Alghero per la musica.
Mogol, insieme con Gioni Barbera e Massimo Satta, cura la produzione artistica del CD Le canzoni di Mogol Battisti in versione rock New Era (uscito il 18 novembre 2014) che rivisita in chiave rock i maggiori successi nati dal sodalizio artistico con Battisti.
Nel 2015 ha scritto per Eros Ramazzotti la canzone Sbandando, contenuta nell'album Perfetto.
Il 13 marzo 2016 l'autore è stato omaggiato con la trasmissione-concerto Una serata bella per te, Mogol!, in onda in prima serata su Rete 4, durante la quale i suoi brani più noti sono stati reinterpretati da alcuni dei più popolari cantanti italiani.
Il 24 settembre e il 1º ottobre dello stesso anno viene celebrato con due serate-evento dal titolo Viva Mogol!, trasmesse su Rai 1.
Nel 2018 è insignito dell'Ordine della Minerva presso l'Università degli Studi "Gabriele d'Annunzio". Nel settembre dello stesso anno viene eletto all'unanimità Presidente della SIAE. Rimane in carica fino alla scadenza del mandato, nel 2022.

## Premio Mogol
Nel 2008 la regione Valle d'Aosta ha istituito un premio intitolato a Mogol per l'autore del miglior testo musicale in lingua italiana dell'anno. La Giuria è presieduta da Mogol stesso.

## Vita privata
Mogol è sposato con Daniela Gimmelli e ha quattro figli: tre avuti dalla prima moglie, Serena De Pedrini. Il quarto da una relazione con un'altra donna, Gabriella Marazzi.
Il secondogenito Alfredo Rapetti, conosciuto artisticamente come Cheope, è anch'egli paroliere ed ha scritto testi, tra gli altri, per Laura Pausini, per Raf e per l'inno della Ternana.
In ambito sportivo ha talvolta espresso le proprie simpatie per la Lazio.

## Premi e riconoscimenti
- 1998 Premio Lunezia alla Carriera conferito da Fernanda Pivano
- 2013 Grand Prix Corallo Alghero alla carriera

- 2024 (Roma, 5 giugno) - Nominato socio benemerito ANC (Associazione Nazionale Carabinieri) ricevendo la Tessera ANC di Carabiniere ad Honorem e l’Attestato di Socio Benemerito “per la sua vicinanza sempre dimostrata verso l’Arma e l’ANC.[29]

Premio alla Carriera Luigi Albertelli
Tortona, 16 giugno 2022. Di iniziativa del Sindaco di Tortona Federico Chiodi, Il Tenore Emanuele Semino ed il Direttore d’Orchestra Enzo Consogno 

## Brani scritti da Mogol
| Titolo                                        | Data di pubblicazione | Autore/i del testo                       | Autore/i della musica                  | Interprete                                        |
| --------------------------------------------- | --------------------- | ---------------------------------------- | -------------------------------------- | ------------------------------------------------- |
| Stringimi e baciami                           | 1959                  | Mogol, Calibi                            | Irving Roth                            | I 4 Loris & Fred Bongusto                         |
| Briciole di baci                              | 1960                  | Mogol                                    | Carlo Donida                           | Mina                                              |
| Prendi una matita                             | 1961                  | Mogol                                    | Pino Massara                           | Mina                                              |
| Piccolo Indiano                               | 1961                  | Mogol                                    | Tony Renis                             | Tony Renis                                        |
| Al di là                                      | 1961                  | Mogol                                    | Carlo Donida                           | Luciano Tajoli, Betty Curtis                      |
| Tobia                                         | 1961                  | Mogol, Alberto Testa                     | Carlo Donida                           | Cocky Mazzetti e Joe Sentieri                     |
| Stessa spiaggia Stesso mare                   | 1963                  | Mogol                                    | Piero Soffici                          | Mina                                              |
| Si lo so                                      | 1963                  | Mogol                                    | Werner Scharferbenger                  | Mina                                              |
| Sotto il sole                                 | 1963                  | Mogol, Carlo Rossi                       | Enrico Polito                          | Enrico Polito                                     |
| Che sete                                      | 1963                  | Mogol, Carlo Rossi                       | Enrico Polito                          | Enrico Polito                                     |
| Ricorda                                       | 1963                  | Mogol                                    | Carlo Donida                           | Milva                                             |
| C' eri anche tu                               | 1963                  | Mogol                                    | Joe Reisman                            | Ornella Vanoni                                    |
| Una lacrima sul viso                          | 1964                  | Mogol                                    | Lunero, Roberto Satti                  | Bobby Solo                                        |
| Attaccata al soffitto                         | 1964                  | Mogol                                    | Gasparri, Livraghi                     | Gino Santercole                                   |
| Venti chilometri al giorno                    | 1964                  | Mogol                                    | Pino Massara                           | Nicola Arigliano                                  |
| Non dire le bugie                             | 1964                  | Mogol                                    | Armand Seggian                         | Rosy                                              |
| I magnifici undici                            | 1964                  | Mogol, Narciso Parigi                    | Carlo Donida                           | Narciso Parigi, Lorenzo Andreaggi                 |
| Abbracciami forte                             | 1965                  | Mogol                                    | Carlo Donida                           | Ornella Vanoni                                    |
| Ammore mio                                    | 1965                  | Mogol Nisa                               | Carlo Donida                           | Ornella Vanoni                                    |
| Siamo Pagliacci                               | 1965                  | Mogol                                    | Iller Pataccini                        | Ornella Vanoni                                    |
| Tu che sei lassù                              | 1965                  | Mogol, Alberto Testa                     | Tony Renis                             | Loredana Bufalieri                                |
| Se piangi, se ridi                            | 1965                  | Mogol                                    | Gianni Marchetti, Roberto Satti        | Bobby Solo                                        |
| Io sono quella che sono                       | 1965                  | Mogol                                    | Enrico Polito                          | Mina                                              |
| Sognando la California                        | 1966                  | Mogol                                    | John Phillips                          | Dik Dik                                           |
| Dolce di giorno                               | 1966                  | Mogol                                    | Lucio Battisti, Renato Angiolini       | Dik Dik                                           |
| Per una lira                                  | 1966                  | Mogol                                    | Lucio Battisti, Renato Angiolini       | I Ribelli                                         |
| È la pioggia che va                           | 1966                  | Mogol                                    | Bob Lind                               | The Rokes                                         |
| Che importa a me                              | 1966                  | Mogol                                    | Lucio Battisti                         | Milena Cantù                                      |
| Riderà                                        | 1966                  | Mogol                                    | Ralph Bernet, Danyel Gérard            | Little Tony                                       |
| Non è Francesca                               | 1967                  | Mogol                                    | Lucio Battisti                         | I Balordi                                         |
| Non prego per me                              | 1967                  | Mogol                                    | Lucio Battisti, Renato Angiolini       | Mino Reitano                                      |
| 29 settembre                                  | 1967                  | Mogol                                    | Lucio Battisti, Renato Angiolini       | Equipe 84                                         |
| Luisa Rossi                                   | 1967                  | Mogol                                    | Lucio Battisti, Renato Angiolini       | Lucio Battisti                                    |
| Era                                           | 1967                  | Mogol                                    | Lucio Battisti, Renato Angiolini       | Lucio Battisti                                    |
| Se stasera sono qui                           | 1967                  | Mogol                                    | Luigi Tenco                            | Wilma Goich, Luigi Tenco                          |
| Uno in più                                    | 1967                  | Mogol                                    | Lucio Battisti, Renato Angiolini       | Riki Maiocchi                                     |
| L'immensità                                   | 1967                  | Mogol, Don Backy                         | Detto Mariano - Don Backy              | Don Backy, Johnny Dorelli                         |
| Tu non credi più                              | 1967                  | Mogol                                    | Tony Renis                             | Mina                                              |
| Sabati e domeniche                            | 1967                  | Mogol                                    | Giancarlo Colonnello                   | Mina                                              |
| Nel sole, nel vento, nel sorriso e nel pianto | 1968                  | Mogol                                    | Lucio Battisti                         | I Ribelli                                         |
| Nel cuore, nell'anima                         | 1968                  | Mogol                                    | Lucio Battisti                         | Equipe 84                                         |
| Il vento                                      | 1968                  | Mogol                                    | Lucio Battisti                         | Dik Dik                                           |
| La farfalla impazzita                         | 1968                  | Mogol                                    | Lucio Battisti                         | Johnny Dorelli, Paul Anka                         |
| La voce del silenzio                          | 1968                  | Mogol, Paolo Limiti                      | Elio Isola                             | Tony Del Monaco, Dionne Warwick                   |
| Il paradiso della vita                        | 1969                  | Mogol                                    | Lucio Battisti                         | La Ragazza 77                                     |
| Balla Linda                                   | 1968                  | Mogol                                    | Lucio Battisti                         | Lucio Battisti                                    |
| La mia canzone per Maria                      | 1968                  | Mogol                                    | Lucio Battisti                         | Lucio Battisti                                    |
| Io vivrò (senza te)                           | 1968                  | Mogol                                    | Lucio Battisti                         | Lucio Battisti, Mina                              |
| Il tempo dei limoni                           | 1968                  | Mogol                                    | Luigi Tenco                            | Luigi Tenco                                       |
| Pensaci un po'                                | 1968 (ma 1960-1963)   | Mogol                                    | Luigi Tenco                            | Luigi Tenco                                       |
| L'ultimo amore                                | 1968                  | Mogol                                    | Mac Gayden, Buzz Cason                 | Ricchi e Poveri                                   |
| La compagnia                                  | 1969                  | Mogol                                    | Carlo Donida                           | Marisa Sannia                                     |
| Non credere                                   | 1969                  | Mogol, Ascri                             | Roberto Soffici                        | Mina                                              |
| Un'avventura                                  | 1969                  | Mogol                                    | Lucio Battisti                         | Lucio Battisti                                    |
| Acqua azzurra, acqua chiara                   | 1969                  | Mogol                                    | Lucio Battisti                         | Lucio Battisti                                    |
| Dieci ragazze                                 | 1969                  | Mogol                                    | Lucio Battisti                         | Lucio Battisti                                    |
| Mi ritorni in mente                           | 1969                  | Mogol                                    | Lucio Battisti                         | Lucio Battisti                                    |
| 7 e 40                                        | 1969                  | Mogol                                    | Lucio Battisti                         | Lucio Battisti                                    |
| Questo folle sentimento                       | 1969                  | Mogol                                    | Lucio Battisti                         | Formula 3                                         |
| Il primo giorno di primavera                  | 1969                  | Mogol                                    | Mario Lavezzi                          | Dik Dik                                           |
| Ragazzo solo, ragazza sola                    | 1970                  | Mogol                                    | David Bowie, Paul Buckmaster           | David Bowie                                       |
| La prima cosa bella                           | 1970                  | Mogol                                    | Nicola Di Bari                         | Nicola Di Bari, Ricchi e Poveri                   |
| Mary oh Mary                                  | 1970                  | Mogol                                    | Lucio Battisti                         | Bruno Lauzi                                       |
| Per te                                        | 1970                  | Mogol                                    | Lucio Battisti                         | Patty Pravo                                       |
| Fiori rosa fiori di pesco                     | 1970                  | Mogol                                    | Lucio Battisti                         | Lucio Battisti                                    |
| Il tempo di morire                            | 1970                  | Mogol                                    | Lucio Battisti                         | Lucio Battisti                                    |
| Insieme                                       | 1970                  | Mogol                                    | Lucio Battisti                         | Mina                                              |
| Emozioni                                      | 1970                  | Mogol                                    | Lucio Battisti                         | Lucio Battisti                                    |
| Anna                                          | 1970                  | Mogol                                    | Lucio Battisti                         | Lucio Battisti                                    |
| Sole giallo sole nero                         | 1970                  | Mogol                                    | Lucio Battisti                         | Formula 3                                         |
| Perché... Perché ti amo                       | 1970                  | Mogol                                    | Eugenio Bennato                        | Formula 3                                         |
| La mente torna                                | 1971                  | Mogol                                    | Lucio Battisti                         | Mina                                              |
| Non dimenticarti di me                        | 1971                  | Mogol                                    | Mario Lavezzi                          | Nomadi                                            |
| La spada nel cuore                            | 1970                  | Mogol                                    | Lucio Battisti, Carlo Donida           | Patty Pravo, Little Tony                          |
| Pensieri e parole                             | 1971                  | Mogol                                    | Lucio Battisti                         | Lucio Battisti                                    |
| Insieme a te sto bene                         | 1971                  | Mogol                                    | Lucio Battisti                         | Lucio Battisti                                    |
| Dio mio no                                    | 1971                  | Mogol                                    | Lucio Battisti                         | Lucio Battisti                                    |
| Una                                           | 1971                  | Mogol                                    | Lucio Battisti                         | Lucio Battisti                                    |
| Supermarket                                   | 1971                  | Mogol                                    | Lucio Battisti                         | Lucio Battisti                                    |
| Le tre verità                                 | 1971                  | Mogol                                    | Lucio Battisti                         | Lucio Battisti                                    |
| La canzone del sole                           | 1971                  | Mogol                                    | Lucio Battisti                         | Lucio Battisti                                    |
| Anche per te                                  | 1971                  | Mogol                                    | Lucio Battisti                         | Lucio Battisti                                    |
| Amore caro, amore bello                       | 1971                  | Mogol                                    | Lucio Battisti                         | Bruno Lauzi                                       |
| Amor mio                                      | 1971                  | Mogol                                    | Lucio Battisti                         | Mina                                              |
| Impressioni di settembre                      | 1971                  | Mogol, Mauro Pagani                      | Franco Mussida                         | Premiata Forneria Marconi                         |
| Elena no                                      | 1972                  | Mogol                                    | Lucio Battisti                         | Lucio Battisti                                    |
| I giardini di marzo                           | 1972                  | Mogol                                    | Lucio Battisti                         | Lucio Battisti                                    |
| Innocenti evasioni                            | 1972                  | Mogol                                    | Lucio Battisti                         | Lucio Battisti                                    |
| E penso a te                                  | 1972                  | Mogol                                    | Lucio Battisti                         | Bruno Lauzi, Lucio Battisti, Johnny Dorelli, Mina |
| Comunque bella                                | 1972                  | Mogol                                    | Lucio Battisti                         | Lucio Battisti                                    |
| Un uomo tra la folla                          | 1972                  | Mogol, Alberto Testa                     | Tony Renis                             | Tony Renis, Plácido Domingo                       |
| Il leone e la gallina                         | 1972                  | Mogol                                    | Lucio Battisti                         | Lucio Battisti                                    |
| Sognando e risognando                         | 1972                  | Mogol                                    | Lucio Battisti                         | Lucio Battisti                                    |
| La luce dell'est                              | 1972                  | Mogol                                    | Lucio Battisti                         | Lucio Battisti                                    |
| Luci-ah                                       | 1972                  | Mogol                                    | Lucio Battisti                         | Lucio Battisti                                    |
| L'aquila                                      | 1972                  | Mogol                                    | Lucio Battisti                         | Lucio Battisti                                    |
| Vento nel vento                               | 1972                  | Mogol                                    | Lucio Battisti                         | Lucio Battisti                                    |
| Confusione                                    | 1972                  | Mogol                                    | Lucio Battisti                         | Lucio Battisti                                    |
| Io vorrei... non vorrei... ma se vuoi...      | 1972                  | Mogol                                    | Lucio Battisti                         | Lucio Battisti, Mina                              |
| Gente per bene e gente per male               | 1972                  | Mogol                                    | Lucio Battisti                         | Lucio Battisti                                    |
| Il mio canto libero                           | 1972                  | Mogol                                    | Lucio Battisti                         | Lucio Battisti                                    |
| La collina dei ciliegi                        | 1973                  | Mogol                                    | Lucio Battisti                         | Lucio Battisti                                    |
| Ma è un canto brasileiro                      | 1973                  | Mogol                                    | Lucio Battisti                         | Lucio Battisti                                    |
| La canzone della terra                        | 1973                  | Mogol                                    | Lucio Battisti                         | Lucio Battisti                                    |
| Il nostro caro angelo                         | 1973                  | Mogol                                    | Lucio Battisti                         | Lucio Battisti                                    |
| Le allettanti promesse                        | 1973                  | Mogol                                    | Lucio Battisti                         | Lucio Battisti                                    |
| Io gli ho detto no                            | 1973                  | Mogol                                    | Lucio Battisti                         | Lucio Battisti                                    |
| Prendi fra le mani la testa                   | 1973                  | Mogol                                    | Lucio Battisti                         | Lucio Battisti                                    |
| Questo inferno rosa                           | 1973                  | Mogol                                    | Lucio Battisti                         | Lucio Battisti                                    |
| Abbracciala abbracciali abbracciati           | 1974                  | Mogol                                    | Lucio Battisti                         | Lucio Battisti                                    |
| Due mondi                                     | 1974                  | Mogol                                    | Lucio Battisti                         | Lucio Battisti                                    |
| Anonimo                                       | 1974                  | Mogol                                    | Lucio Battisti                         | Lucio Battisti                                    |
| Gli uomini celesti                            | 1974                  | Mogol                                    | Lucio Battisti                         | Lucio Battisti                                    |
| Due mondi (ripresa)                           | 1974                  | Mogol                                    | Lucio Battisti                         | Lucio Battisti                                    |
| Anima latina                                  | 1974                  | Mogol                                    | Lucio Battisti                         | Lucio Battisti                                    |
| Il salame                                     | 1974                  | Mogol                                    | Lucio Battisti                         | Lucio Battisti                                    |
| La nuova America                              | 1974                  | Mogol                                    | Lucio Battisti                         | Lucio Battisti                                    |
| Macchina del tempo                            | 1974                  | Mogol                                    | Lucio Battisti                         | Lucio Battisti                                    |
| Separazione naturale                          | 1974                  | Mogol                                    | Lucio Battisti                         | Lucio Battisti                                    |
| Molecole                                      | 1974                  | Mogol                                    | Mario Lavezzi                          | Bruno Lauzi                                       |
| Un uomo da bruciare                           | 1976                  | Mogol                                    | Renato Zero                            | Renato Zero                                       |
| Ancora tu                                     | 1976                  | Mogol                                    | Lucio Battisti                         | Lucio Battisti                                    |
| Un uomo che ti ama                            | 1976                  | Mogol                                    | Lucio Battisti                         | Bruno Lauzi                                       |
| Io ti venderei                                | 1976                  | Mogol                                    | Lucio Battisti                         | Patty Pravo                                       |
| Dove arriva quel cespuglio                    | 1976                  | Mogol                                    | Lucio Battisti                         | Lucio Battisti                                    |
| Respirando                                    | 1976                  | Mogol                                    | Lucio Battisti                         | Lucio Battisti                                    |
| No dottore                                    | 1976                  | Mogol                                    | Lucio Battisti                         | Lucio Battisti                                    |
| Il veliero                                    | 1976                  | Mogol                                    | Lucio Battisti                         | Lucio Battisti                                    |
| Ancora tu (ripresa)                           | 1976                  | Mogol                                    | Lucio Battisti                         | Lucio Battisti                                    |
| Amarsi un po'                                 | 1977                  | Mogol                                    | Lucio Battisti                         | Lucio Battisti                                    |
| L'interprete di un film                       | 1977                  | Mogol                                    | Lucio Battisti                         | Lucio Battisti                                    |
| Soli                                          | 1977                  | Mogol                                    | Lucio Battisti                         | Lucio Battisti                                    |
| Ami ancora Elisa                              | 1977                  | Mogol                                    | Lucio Battisti                         | Lucio Battisti                                    |
| Sì, viaggiare                                 | 1977                  | Mogol                                    | Lucio Battisti                         | Lucio Battisti                                    |
| Questione di cellule                          | 1977                  | Mogol                                    | Lucio Battisti                         | Lucio Battisti                                    |
| Ho un anno di più                             | 1977                  | Mogol                                    | Lucio Battisti                         | Lucio Battisti                                    |
| Neanche un minuto di "non amore"              | 1977                  | Mogol                                    | Lucio Battisti                         | Lucio Battisti                                    |
| To feel in love                               | 1977                  | Mogol, Peter Powell                      | Lucio Battisti                         | Lucio Battisti                                    |
| A song to feel alive                          | 1977                  | Mogol, Peter Powell                      | Lucio Battisti                         | Lucio Battisti                                    |
| The only thing I've lost                      | 1977                  | Mogol, Peter Powell                      | Lucio Battisti                         | Lucio Battisti                                    |
| Keep on cruising                              | 1977                  | Mogol, Peter Powell                      | Lucio Battisti                         | Lucio Battisti                                    |
| The sun song                                  | 1977                  | Mogol, Peter Powell                      | Lucio Battisti                         | Lucio Battisti                                    |
| There's never been a moment                   | 1977                  | Mogol, Peter Powell                      | Lucio Battisti                         | Lucio Battisti                                    |
| Only                                          | 1977                  | Mogol, Peter Powell                      | Lucio Battisti                         | Lucio Battisti                                    |
| Prendila così                                 | 1978                  | Mogol                                    | Lucio Battisti                         | Lucio Battisti                                    |
| Donna selvaggia donna                         | 1978                  | Mogol                                    | Lucio Battisti                         | Lucio Battisti                                    |
| Aver paura d'innamorarsi troppo               | 1978                  | Mogol                                    | Lucio Battisti                         | Lucio Battisti                                    |
| Perché no                                     | 1978                  | Mogol                                    | Lucio Battisti                         | Lucio Battisti                                    |
| Nessun dolore                                 | 1978                  | Mogol                                    | Lucio Battisti                         | Lucio Battisti, Giorgia                           |
| Una donna per amico                           | 1978                  | Mogol                                    | Lucio Battisti                         | Lucio Battisti                                    |
| Maledetto gatto                               | 1978                  | Mogol                                    | Lucio Battisti                         | Lucio Battisti                                    |
| Al cinema                                     | 1978                  | Mogol                                    | Lucio Battisti                         | Lucio Battisti                                    |
| Resta vile maschio dove vai                   | 1979                  | Mogol                                    | Rino Gaetano                           | Rino Gaetano                                      |
| Il monolocale                                 | 1980                  | Mogol                                    | Lucio Battisti                         | Lucio Battisti                                    |
| Arrivederci a questa sera                     | 1980                  | Mogol                                    | Lucio Battisti                         | Lucio Battisti                                    |
| Gelosa cara                                   | 1980                  | Mogol                                    | Lucio Battisti                         | Lucio Battisti                                    |
| Orgoglio e dignità                            | 1980                  | Mogol                                    | Lucio Battisti                         | Lucio Battisti                                    |
| Una vita viva                                 | 1980                  | Mogol                                    | Lucio Battisti                         | Lucio Battisti                                    |
| Amore mio di provincia                        | 1980                  | Mogol                                    | Lucio Battisti                         | Lucio Battisti                                    |
| Questo amore                                  | 1980                  | Mogol                                    | Lucio Battisti                         | Lucio Battisti                                    |
| Perché non sei una mela                       | 1980                  | Mogol                                    | Lucio Battisti                         | Lucio Battisti                                    |
| Una giornata uggiosa                          | 1980                  | Mogol                                    | Lucio Battisti                         | Lucio Battisti                                    |
| Con il nastro rosa                            | 1980                  | Mogol                                    | Lucio Battisti                         | Lucio Battisti                                    |
| Cervo a primavera                             | 1980                  | Mogol                                    | Riccardo Cocciante                     | Riccardo Cocciante                                |
| Marinaio                                      | 1981                  | Mogol                                    | Gianni Bella                           | Gianni Morandi                                    |
| Canzoni Stonate                               | 1981                  | Mogol                                    | Aldo Donati                            | Gianni Morandi                                    |
| Celeste nostalgia                             | 1982                  | Mogol                                    | Riccardo Cocciante                     | Riccardo Cocciante                                |
| Un nuovo amico                                | 1982                  | Mogol                                    | Riccardo Cocciante                     | Riccardo Cocciante                                |
| Nuova gente                                   | 1982                  | Mogol                                    | Gianni Bella                           | Mia Martini                                       |
| Problemi                                      | 1982                  | Mogol                                    | Gianni Bella                           | Marcella Bella                                    |
| Uomo mio                                      | 1982                  | Mogol                                    | Gianni Bella                           | Marcella Bella                                    |
| Il patto                                      | 1982                  | Mogol                                    | Gianni Bella                           | Marcella Bella                                    |
| Nell'aria                                     | 1983                  | Mogol                                    | Gianni Bella                           | Marcella Bella                                    |
| La battaglia                                  | 1983                  | Mogol                                    | Gianni Bella                           | Marcella Bella                                    |
| La mia nemica amatissima                      | 1983                  | Mogol                                    | Gianni Bella e Gianni Morandi          | Gianni Morandi                                    |
| Tu e non tu                                   | 1983                  | Mogol                                    | Gianni Bella e Rosario Bella           | Gianni Morandi                                    |
| Una catastrofe bionda                         | 1983                  | Mogol, Marco Ferradini, Roberto Giuliani | Marco Ferradini                        | Marco Ferradini                                   |
| Più m'innamoro di te                          | 1984 (ma 1965)        | Mogol                                    | Carlo Donida                           | Luigi Tenco                                       |
| Serenella                                     | 1984 (ma 1965)        | Mogol                                    | Carlo Donida                           | Luigi Tenco                                       |
| Nel mio cielo puro                            | 1984                  | Mogol                                    | Gianni Bella                           | Marcella Bella                                    |
| Alla pari                                     | 1984                  | Mogol                                    | Gianni Bella                           | Marcella Bella                                    |
| Per una delusione in più                      | 1985                  | Mogol                                    | Zucchero                               | Zucchero                                          |
| Australia                                     | 1985                  | Mogol                                    | Pino Mango                             | Mango                                             |
| Pensiero solido                               | 1985                  | Mogol                                    | Pino Mango                             | Mango                                             |
| Mr. noi                                       | 1985                  | Mogol                                    | Pino Mango                             | Mango                                             |
| La massa indistinguibile                      | 1985                  | Mogol                                    | Pino Mango                             | Mango                                             |
| Oro                                           | 1986                  | Mogol                                    | Pino Mango                             | Mango                                             |
| Questione di feeling                          | 1985                  | Mogol                                    | Riccardo Cocciante                     | Riccardo Cocciante e Mina                         |
| Lungo bacio, lungo abbraccio                  | 1986                  | Mogol                                    | Pino Mango                             | Mango                                             |
| Senza un briciolo di testa                    | 1986                  | Mogol                                    | Gianni Bella                           | Marcella Bella                                    |
| Il ponte                                      | 1987                  | Mogol                                    | Gianni Bella                           | Gianni Morandi                                    |
| Vita                                          | 1988                  | Mogol                                    | Mario Lavezzi                          | Lucio Dalla e Gianni Morandi                      |
| Varietà                                       | 1989                  | Mogol                                    | Mario Lavezzi                          | Gianni Morandi                                    |
| Come Monna Lisa                               | 1990                  | Mogol                                    | Pino Mango                             | Mango                                             |
| Nella mia città                               | 1990                  | Mogol                                    | Pino Mango                             | Mango                                             |
| I giochi del vento sul lago salato            | 1990                  | Mogol                                    | Pino Mango                             | Mango                                             |
| Ma com'è rossa la ciliegia                    | 1990                  | Mogol                                    | Pino Mango                             | Mango                                             |
| Sirtaki                                       | 1990                  | Mogol                                    | Pino Mango                             | Mango                                             |
| Preludio incantevole                          | 1990                  | Mogol                                    | Pino Mango                             | Mango                                             |
| Mediterraneo                                  | 1992                  | Mogol                                    | Pino Mango                             | Mango                                             |
| Una vita da scordare                          | 1992                  | Mogol                                    | Pino Mango                             | Mango                                             |
| Come l'acqua                                  | 1992                  | Mogol                                    | Pino Mango                             | Mango                                             |
| Grandi sogni                                  | 1992                  | Mogol                                    | Pino Mango                             | Mango                                             |
| Mondi sommersi                                | 1992                  | Mogol                                    | Pino Mango                             | Mango                                             |
| Le onde s'infrangono                          | 1992                  | Mogol                                    | Pino Mango                             | Mango                                             |
| Stella Nascente                               | 1992                  | Mogol                                    | Mario Lavezzi                          | Ornella Vanoni                                    |
| Ci vorresti tu                                | 1992                  | Mogol                                    | Mario Lavezzi                          | Ornella Vanoni                                    |
| Soli nella notte                              | 1994                  | Mogol                                    | Pino Mango                             | Mango                                             |
| Profumo d'amore                               | 1994                  | Mogol                                    | Pino Mango                             | Mango                                             |
| Bruciante rabbia                              | 1994                  | Mogol                                    | Pino Mango                             | Mango                                             |
| Senza fretta di vivere                        | 1994                  | Mogol                                    | Pino Mango                             | Mango                                             |
| Un'alba nuova                                 | 1994                  | Mogol                                    | Pino Mango                             | Mango                                             |
| Per l'eternità                                | 1995                  | Mogol                                    | Mario Lavezzi                          | Ornella Vanoni                                    |
| La mia vacanza                                | 1997                  | Mogol                                    | Pino Mango                             | Mango                                             |
| Stai con me                                   | 1997                  | Mogol                                    | Pino Mango                             | Mango                                             |
| Elastico pensiero                             | 1997                  | Mogol                                    | Pino Mango                             | Mango                                             |
| Cuore                                         | 1997                  | Mogol                                    | Pino Mango                             | Mango                                             |
| Il sole di sera                               | 1997                  | Mogol                                    | Pino Mango                             | Mango                                             |
| Fari accesi                                   | 1997                  | Mogol                                    | Pino Mango                             | Mango                                             |
| Affondato troppo innamorato                   | 1997                  | Mogol                                    | Umberto Tozzi                          | Umberto Tozzi                                     |
| Alcool                                        | 1997                  | Mogol                                    | Umberto Tozzi                          | Umberto Tozzi                                     |
| A Cavallo di un cavallo indiano               | 1997                  | Mogol                                    | Umberto Tozzi                          | Umberto Tozzi                                     |
| Quasi quasi                                   | 1997                  | Mogol                                    | Umberto Tozzi                          | Umberto Tozzi                                     |
| Gelosia                                       | 1999                  | Mogol                                    | Gianni Bella                           | Adriano Celentano                                 |
| L'emozione non ha voce                        | 1999                  | Mogol                                    | Gianni Bella                           | Adriano Celentano                                 |
| L'arcobaleno                                  | 1999                  | Mogol                                    | Gianni Bella                           | Adriano Celentano                                 |
| Qual è la direzione                           | 1999                  | Mogol                                    | Gianni Bella                           | Adriano Celentano                                 |
| L'uomo di cartone                             | 1999                  | Mogol                                    | Gianni Bella                           | Adriano Celentano                                 |
| Le pesche d'inverno                           | 1999                  | Mogol                                    | Gianni Bella                           | Adriano Celentano                                 |
| Il sospetto                                   | 1999                  | Mogol                                    | Fio Zanotti                            | Adriano Celentano                                 |
| Mi domando                                    | 1999                  | Mogol                                    | Gianni Bella                           | Adriano Celentano                                 |
| Una rosa pericolosa                           | 1999                  | Mogol                                    | Adriano Celentano                      | Adriano Celentano                                 |
| Per averti                                    | 2000                  | Mogol                                    | Gianni Bella                           | Adriano Celentano                                 |
| Lago rosso                                    | 2000                  | Mogol                                    | Gianni Bella                           | Adriano Celentano                                 |
| Quello che non ti ho detto mai                | 2000                  | Mogol                                    | Gianni Bella                           | Adriano Celentano                                 |
| Ti prenderò                                   | 2000                  | Mogol                                    | Gianni Bella                           | Adriano Celentano                                 |
| Se tu mi tenti                                | 2000                  | Mogol                                    | Gianni Bella                           | Adriano Celentano                                 |
| Tir                                           | 2000                  | Mogol                                    | Gianni Bella e Rosario Bella           | Adriano Celentano                                 |
| Africa                                        | 2000                  | Mogol                                    | Gianni Bella e Rosario Bella           | Adriano Celentano                                 |
| Apri il cuore                                 | 2000                  | Mogol, Cheope                            | Gianni Bella, Rosario Bella            | Adriano Celentano                                 |
| Confessa                                      | 2002                  | Mogol                                    | Gianni Bella                           | Adriano Celentano                                 |
| Mi fa male                                    | 2002                  | Mogol                                    | Gianni Bella                           | Adriano Celentano                                 |
| Più di un sogno                               | 2002                  | Mogol                                    | Gianni Bella                           | Adriano Celentano                                 |
| Una luce intermittente                        | 2002                  | Mogol                                    | Gianni Bella                           | Adriano Celentano                                 |
| Respiri di vita                               | 2002                  | Mogol                                    | Gianni Bella                           | Adriano Celentano                                 |
| Dimenticare e ricominciare                    | 2002                  | Mogol                                    | Gianni Bella                           | Adriano Celentano                                 |
| Pensieri nascosti                             | 2002                  | Mogol                                    | Gianni Bella                           | Adriano Celentano                                 |
| Radio Chick                                   | 2002                  | Mogol                                    | Gianni Bella                           | Adriano Celentano                                 |
| L'amante                                      | 2002                  | Mogol                                    | Mario Lavezzi                          | Gianni Morandi                                    |
| Una Vita Normale                              | 2002                  | Mogol                                    | Mario Lavezzi                          | Gianni Morandi                                    |
| Giallo come un limone                         | 2002                  | Mogol                                    | Mario Lavezzi                          | Gianni Morandi                                    |
| Non è così                                    | 2002                  | Mogol                                    | Mario Lavezzi                          | Gianni Morandi                                    |
| Quando l'aria mi sfiora                       | 2004                  | Mogol                                    | Gianni Bella                           | Massimo Modugno e Gipsy Kings                     |
| Ancora vivo                                   | 2004                  | Mogol                                    | Gianni Bella                           | Adriano Celentano                                 |
| Marì Marì                                     | 2004                  | Mogol                                    | Gianni Bella                           | Adriano Celentano                                 |
| Verità da marciapiede                         | 2004                  | Mogol                                    | Gianni Bella e Rosario Bella           | Adriano Celentano                                 |
| L'ultima donna che amo                        | 2004                  | Mogol                                    | Gianni Bella                           | Adriano Celentano                                 |
| Proibito                                      | 2004                  | Mogol                                    | Gianni Bella                           | Adriano Celentano                                 |
| Essere una donna                              | 2006                  | Mogol                                    | Gigi D'Alessio                         | Anna Tatangelo                                    |
| Dormi amore                                   | 2007                  | Mogol                                    | Gianni Bella                           | Adriano Celentano                                 |
| Hai bucato la mia vita                        | 2007                  | Mogol                                    | Gianni Bella                           | Adriano Celentano                                 |
| Vorrei sapere                                 | 2007                  | Mogol                                    | Gianni Bella e Rosario Bella           | Adriano Celentano                                 |
| Fascino                                       | 2007                  | Mogol                                    | Gianni Bella                           | Adriano Celentano                                 |
| I tuoi artigli                                | 2007                  | Mogol                                    | Gianni Bella                           | Adriano Celentano                                 |
| La voce di amico                              | 2009                  | Mogol                                    | Giovanni Donzelli / Vincenzo Leomporro | Audio 2                                           |
| Questa sera l'universo                        | 2009                  | Mogol                                    | Giovanni Donzelli / Vincenzo Leomporro | Audio 2                                           |
| Prova a immaginare                            | 2009                  | Mogol                                    | Giovanni Donzelli / Vincenzo Leomporro | Audio 2                                           |
| Libertà                                       | 2009                  | Mogol                                    | Giovanni Donzelli / Vincenzo Leomporro | Audio 2                                           |
| Il respiro del silenzio                       | 2010                  | Mogol                                    | Gino Marielli                          | Tazenda                                           |
| Rinascimento                                  | 2011                  | Mogol                                    | Gianni Bella                           | Gianni Morandi                                    |
| Sbandando                                     | 2015                  | Mogol                                    | Eros Ramazzotti / Claudio Guidetti     | Eros Ramazzotti                                   |
| Avanti così                                   | 2018                  | Mogol                                    | Mario Lavezzi                          | Eros Ramazzotti                                   |
| Ama                                           | 2022                  | Mogol                                    | Eros Ramazzotti                        | Eros Ramazzotti                                   |

## Pubblicazioni
- con Daniele Ionio Prevignano,  Io, la canzone, Milano, Ricordi, 1962.
- Immensamente piccolo, Milano, Sperling & Kupfer, 1990, ISBN 88-200-1098-4.